# Clima mediterrânico

Regiões de clima mediterrânico.
Clima mediterrânico de verão quente (Csa)
Clima mediterrânico de verão fresco (Csb)
Clima mediterrânico de verão frio (Csc)

O clima mediterrânico ou clima de verão seco é um tipo de clima caracterizado por invernos chuvosos e verões secos. O nome desse tipo climático é oriundo da Bacia do Mediterrâneo. Esses climas estão geralmente localizados nas costas ocidentais dos continentes, entre 30 e 50 graus de latitude norte e entre 30 e 40 graus de latitude sul da linha do Equador, tipicamente entre os climas oceânicos em direção aos pólos, onde tendem a ser mais húmidos, e entre climas semiáridos frios e áridos em direção a linha do Equador, onde tendem a ser mais secos e mais quentes.
Em essência, e devido ao deslocamento sazonal dos cinturões subtropicais de alta pressão com o aparente movimento do Sol, o clima mediterrânico é um tipo de clima com invernos mais quentes e secos (e mais ensolarados) do que os invernos de climas oceânicos, e seus verões imitam o tempo ensolarado presente em climas semiáridos e áridos.
A vegetação resultante dos climas mediterrâneos é o garrigue na bacia do Mediterrâneo, o chaparral na Califórnia, os fynbos na África do Sul e o cerrado do Chile. Áreas com este clima são onde a chamada "trindade do Mediterrâneo" tem tradicionalmente desenvolvido: trigo, vinha e oliveira.
A maioria das grandes cidades históricas da bacia do Mediterrâneo, incluindo Atenas, Argel, Barcelona, Beirute, Esmirna, Jerusalém, Marselha, Makarska, Roma, Valência e Túnis encontram-se dentro da zona climática do Mediterrâneo,assim como grandes cidades fora da bacia do Mediterrâneo, como Adelaide, Cidade do Cabo, Casablanca, Duxambé, Los Angeles, Lisboa, Perth, São Francisco, Santiago e Tashkent.

## Classificação climática de Köppen e de Trewartha
Sob a classificação climática de Köppen-Geiger, os "climas de verão quente e seco" (classificados como Csa) e os "climas de verão fresco" (classificados como Csb) são frequentemente referidos como "Mediterrânicos". Sob o sistema climático de Köppen, a primeira letra indica o grupo climático (neste caso climas temperados). Os climas temperados ou zonas "C" têm uma temperatura média acima de 0 °C (ou −3 °C), mas abaixo de 18 °C, nos meses mais frios. A segunda letra indica o padrão de precipitação ("s", que representa verões secos). Köppen definiu como um mês de verão seco aquele com menos de 30 mm de precipitação e com menos de um terço da precipitação do mês mais úmido do inverno. Algumas classificações, no entanto, usam um nível de 40 mm. A terceira letra indica o grau de calor no verão: "a", que representa uma temperatura média do mês mais quente acima de 22 °C, enquanto "b" indica a temperatura média do mês mais quente abaixo de 22 °C.
Na classificação de Köppen, os climas de verão seco (Csa e Csb) geralmente ocorrem nos lados ocidentais dos continentes. As zonas Csb no sistema de Köppen incluem áreas normalmente não associadas a climas mediterrâneos, mas sim com climas oceânicos, como grande parte do noroeste do Pacífico, grande parte do sul do Chile, partes da região centro-oeste da Argentina e partes da Nova Zelândia. Outras áreas montanhosas nos subtrópicos satisfazem também os requisitos Cs, embora também não sejam normalmente associadas a climas mediterrânicos, tal como várias ilhas oceânicas como a ilha portuguesa de Madeira, as Ilhas chilenas de Juan Fernández, a parte ocidental das Canárias e a parte oriental dos Açores, que pertence a Portugal.
De acordo classificação climática de Köppen, modificada por Trewartha, os dois principais requisitos para um clima Cs são revisados. Sob o sistema de Trewartha, pelo menos oito meses devem ter temperaturas médias de 10 °C ou mais (subtropical), e a precipitação média anual não deve exceder 900 mm. Assim, sob esse sistema, muitas zonas Csb no sistema de Köppen tornam-se zonas temperadas oceânicas, e as raras zonas Csc tornam-se zonas de clima subpolar oceânico, onde se tem apenas o verão seco clássico para o inverno quente, e locais de baixa precipitação anual incluídos no clima do tipo mediterrânico.

## Precipitação
Durante o verão, as regiões do clima mediterrâneo são fortemente influenciadas pelas correntes oceânicas frias, que mantêm o clima da região muito seco, estável e agradável. Semelhante a climas desérticos. Em muitos climas mediterrânicos há um forte caráter diurno às temperaturas diárias nos meses quentes de verão devido ao forte aquecimento durante o dia de luz solar e resfriamento rápido à noite.
No inverno, as zonas climáticas mediterrânicas não são mais influenciadas pelas correntes oceânicas, portanto, a água mais quente se estabelece perto da terra e faz com que nuvens se formem e a chuva se torne muito mais provável. Como resultado, as áreas com este clima recebem quase toda a sua precipitação durante as estações de inverno e primavera, e podem ir de 3 a 6 meses durante o verão sem ter nenhuma precipitação significativa. Nas latitudes mais baixas, a precipitação geralmente diminui tanto no inverno quanto no verão porque elas estão mais próximas das latitudes dos cavalos, trazendo assim menores quantidades de chuva. Para as latitudes polares, a humidade total geralmente aumenta; o clima mediterrânico do sul da Europa tem mais chuva. A precipitação também tende a ser distribuída mais uniformemente ao longo do ano no sul da Europa, enquanto no Mediterrâneo Oriental e no sul da Califórnia o verão está quase ou completamente seco e o clima é severo. Em lugares onde a evapotranspiração é maior, os climas de estepe (ou semiáridos) tendem a prevalecer, mas ainda seguem o padrão climático do clima mediterrâneo.

## Bioma do clima mediterrânico

### Flora

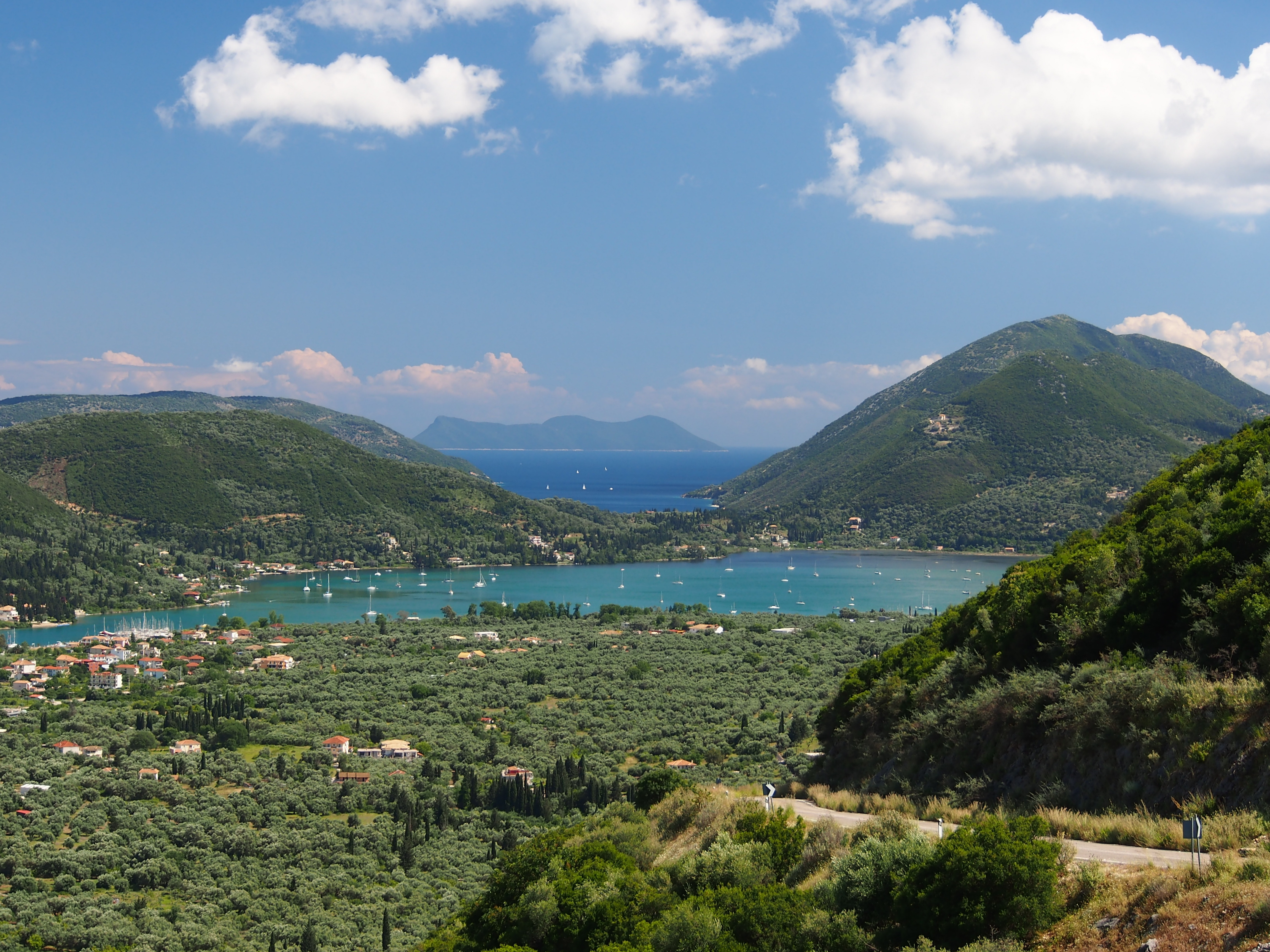
Mar Jônico, vista da ilha de Lefkada na Grécia.

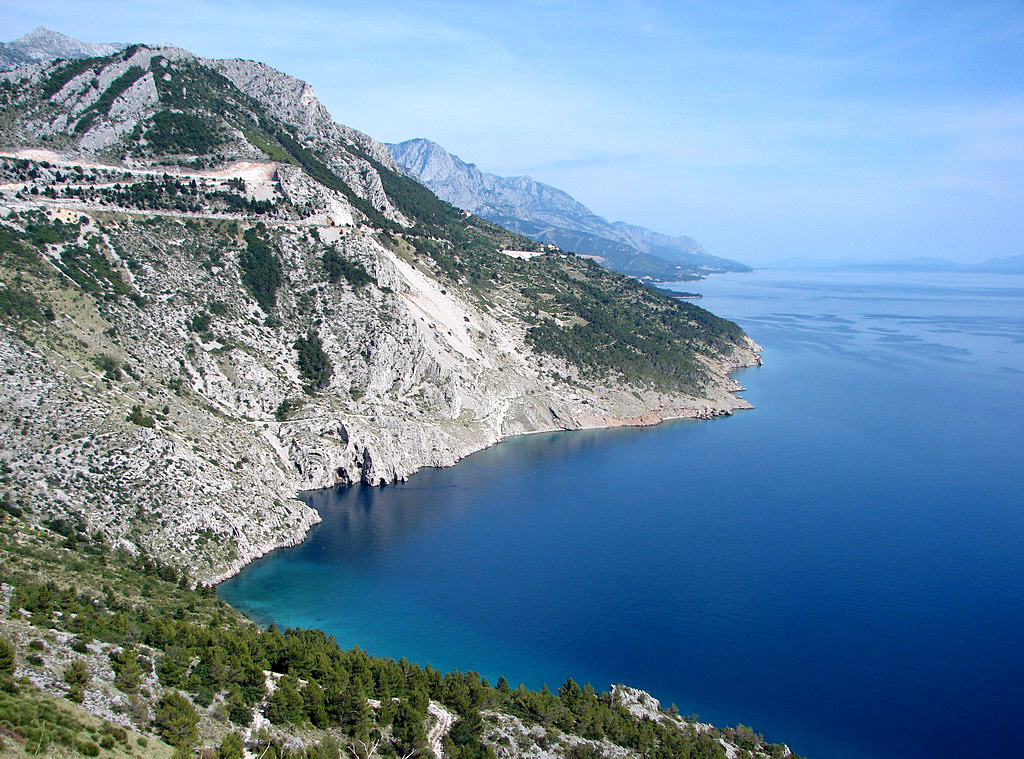
Cidade de Makarska na Dalmácia, Croácia.

A vegetação, na sua forma original, era caracterizada sobretudo por árvores. Contudo, devido à intervenção humana e problemas ambientais, as árvores foram substituídas por arbustos, especialmente arbustos esclerófitos, aparecendo, ainda, ervas aromáticas, gramíneas e claro árvores.
Distribuição potencial de oliveiras na bacia do Mediterrâneo. A oliveira é um indicador biológico da região do Mediterrâneo.
Esta vegetação é predominante, de folha persistente e apresenta folhas espessas e pequenas, o que ajuda a reduzir as perdas de água por evapotranspiração. Algumas plantas podem também ter espinhos, o que as protege dos animais, pois evita que sejam comidas.
As árvores são, normalmente, de pequeno porte. Possuem cascas grossas e duras e grandes ramificações. Predominam os carvalhos: carvalho português, carvalho-negral, sobreiros, carrasco e azinheiras. Outra árvore muito comum nas regiões de clima mediterrâneo é a oliveira. Em algumas regiões aparecem ainda pinheiros (como o pinheiro manso).
Nas áreas com menor precipitação, as plantas adaptaram-se às condições secas, sendo as suas folhas pequenas e por vezes, tão reduzidas que se assemelham a agulhas, o que lhes permite conservar a água. Outras têm as folhas cobertas por uma película cerosa e noutras as folhas refletem a luz do sol.
Algumas plantas desenvolveram, ainda, adaptações que lhes permitem resistir aos fogos frequentes que ocorrem na estação seca: reproduzem-se rapidamente a partir das raízes, depois da parte aérea arder; a resina que reveste as pinhas derrete durante o incêndio, permitindo aos frutos abrir e espalhar as sementes; noutras ainda as sementes que têm condições para viver durante muito tempo germinam após o fogo. A Floresta Temperada de folhas caducas ocupa as áreas mais frias ou/e úmidas do clima temperado mediterrânico, como o norte da Península Ibérica, grande parte da Itália e o extremo sul da França.

### Fauna
A fauna é muito variada e também se encontra adaptada às condições ambientais. Os animais são normalmente pequenos, necessitam de pouca água e têm hábitos nocturnos.
Vivem coelhos, javalis, ratos do campo, veados, texugos, diversos tipos de répteis, uma grande variedade de aves (sobretudo migratórias) e insectos.

## Clima mediterrânico de verão quente

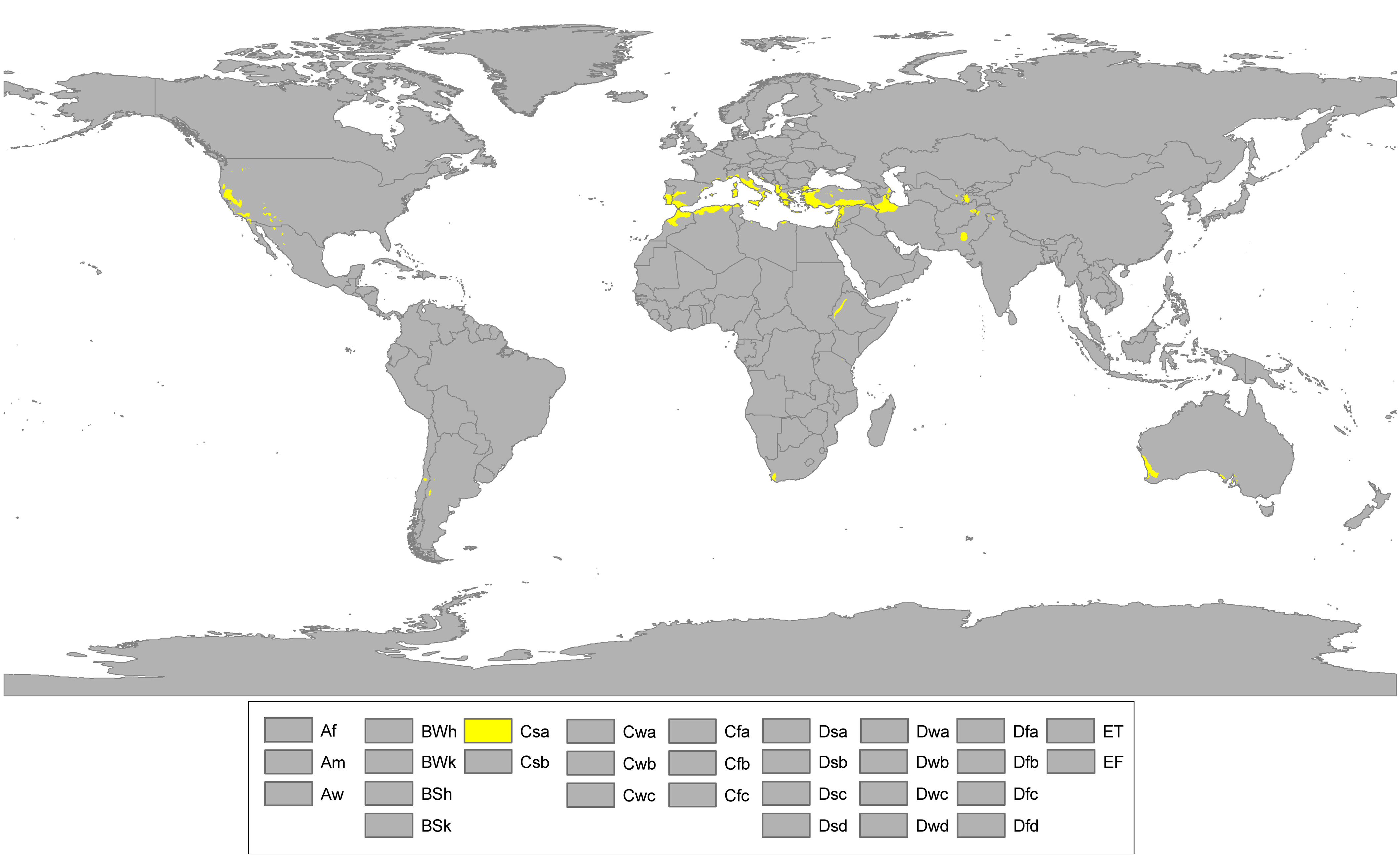
Clima mediterrânico de verão quente (Csa)

Este subtipo do clima mediterrânico é classificado como (Csa), é a forma mais comum do clima mediterrânico, por isso é também conhecido como “clima tipicamente mediterrânico”. Como dito anteriormente, regiões com essa forma de clima mediterrâneo experimentam temperaturas médias mensais superiores a 22 °C durante seu mês mais quente e uma média no mês mais frio entre 18 e −3 °C ou, em algumas aplicações, entre 18 e 0 °C. Além disso, pelo menos quatro meses devem ter média de temperatura superior a 10 °C. Regiões com esta forma do clima mediterrânico tipicamente experimentam verões quentes, às vezes muito quentes e secos e invernos suaves e úmidos. Em vários casos, os verões podem se assemelhar aos verões vistos em climas áridos e semiáridos. No entanto, as temperaturas elevadas durante o verão geralmente não são tão altas quanto aquelas em climas áridos ou semiáridos devido à presença de um grande corpo de água. Todas as áreas com este subtipo têm invernos chuvosos. No entanto, algumas áreas com um subtipo mediterrânico quente podem, na verdade, sofrer invernos muito frios, com nevascas ocasionais.
Os climas Csa são encontrados principalmente em torno do Mar Mediterrâneo, sudoeste da Austrália, sudoeste da África do Sul, seções da Ásia Central, seções norte do Irã e do Iraque, o interior do norte da Califórnia a oeste de Sierra Nevada e áreas do interior do sul do Óregon a oeste das Montanhas Cascade. As costas do sul da Califórnia também experimentam verões quentes devido ao efeito de proteção das Ilhas do Canal. No entanto, áreas desprotegidas desse litoral podem ter climas mediterrâneos de verão fresco com áreas de verão quente a apenas alguns quilômetros do interior.
| Gráfico climático para Valência, Espanha                                       | Gráfico climático para Valência, Espanha | Gráfico climático para Valência, Espanha | Gráfico climático para Valência, Espanha | Gráfico climático para Valência, Espanha | Gráfico climático para Valência, Espanha | Gráfico climático para Valência, Espanha | Gráfico climático para Valência, Espanha | Gráfico climático para Valência, Espanha | Gráfico climático para Valência, Espanha | Gráfico climático para Valência, Espanha | Gráfico climático para Valência, Espanha |
| ------------------------------------------------------------------------------ | ---------------------------------------- | ---------------------------------------- | ---------------------------------------- | ---------------------------------------- | ---------------------------------------- | ---------------------------------------- | ---------------------------------------- | ---------------------------------------- | ---------------------------------------- | ---------------------------------------- | ---------------------------------------- |
| J                                                                              | F                                        | M                                        | A                                        | M                                        | J                                        | J                                        | A                                        | S                                        | O                                        | N                                        | D                                        |
| 37 17 7                                                                        | 36 17 8                                  | 33 19 10                                 | 38 21 12                                 | 39 23 15                                 | 22 27 19                                 | 8 30 22                                  | 20 30 22                                 | 70 28 19                                 | 77 24 15                                 | 47 20 11                                 | 48 17 8                                  |
| Temperaturas em °C • Precipitações em mmFonte: Agencia Estatal de Meteorología |                                          |                                          |                                          |                                          |                                          |                                          |                                          |                                          |                                          |                                          |                                          |

| Gráfico climático para Los Angeles, Califórnia      | Gráfico climático para Los Angeles, Califórnia | Gráfico climático para Los Angeles, Califórnia | Gráfico climático para Los Angeles, Califórnia | Gráfico climático para Los Angeles, Califórnia | Gráfico climático para Los Angeles, Califórnia | Gráfico climático para Los Angeles, Califórnia | Gráfico climático para Los Angeles, Califórnia | Gráfico climático para Los Angeles, Califórnia | Gráfico climático para Los Angeles, Califórnia | Gráfico climático para Los Angeles, Califórnia | Gráfico climático para Los Angeles, Califórnia |
| --------------------------------------------------- | ---------------------------------------------- | ---------------------------------------------- | ---------------------------------------------- | ---------------------------------------------- | ---------------------------------------------- | ---------------------------------------------- | ---------------------------------------------- | ---------------------------------------------- | ---------------------------------------------- | ---------------------------------------------- | ---------------------------------------------- |
| J                                                   | F                                              | M                                              | A                                              | M                                              | J                                              | J                                              | A                                              | S                                              | O                                              | N                                              | D                                              |
| 79 20 9                                             | 97 20 10                                       | 62 21 11                                       | 23 12                                          | 6.6 24 14                                      | 2.3 26 16                                      | 0.3 28 18                                      | 1 29 18                                        | 6.1 28 17                                      | 17 26 15                                       | 26 23 11                                       | 59 20 9                                        |
| Temperaturas em °C • Precipitações em mmFonte: NOAA |                                                |                                                |                                                |                                                |                                                |                                                |                                                |                                                |                                                |                                                |                                                |

| Gráfico climático para Perth, Austrália            | Gráfico climático para Perth, Austrália | Gráfico climático para Perth, Austrália | Gráfico climático para Perth, Austrália | Gráfico climático para Perth, Austrália | Gráfico climático para Perth, Austrália | Gráfico climático para Perth, Austrália | Gráfico climático para Perth, Austrália | Gráfico climático para Perth, Austrália | Gráfico climático para Perth, Austrália | Gráfico climático para Perth, Austrália | Gráfico climático para Perth, Austrália |
| -------------------------------------------------- | --------------------------------------- | --------------------------------------- | --------------------------------------- | --------------------------------------- | --------------------------------------- | --------------------------------------- | --------------------------------------- | --------------------------------------- | --------------------------------------- | --------------------------------------- | --------------------------------------- |
| J                                                  | F                                       | M                                       | A                                       | M                                       | J                                       | J                                       | A                                       | S                                       | O                                       | N                                       | D                                       |
| 9.5 31 18                                          | 13 31 18                                | 19 30 16                                | 44 26 14                                | 118 22 11                               | 177 19 9                                | 170 18 8                                | 134 19 8                                | 81 20 10                                | 52 23 11                                | 22 26 14                                | 13 29 16                                |
| Temperaturas em °C • Precipitações em mmFonte: BoM |                                         |                                         |                                         |                                         |                                         |                                         |                                         |                                         |                                         |                                         |                                         |

## Clima mediterrânico de verão fresco

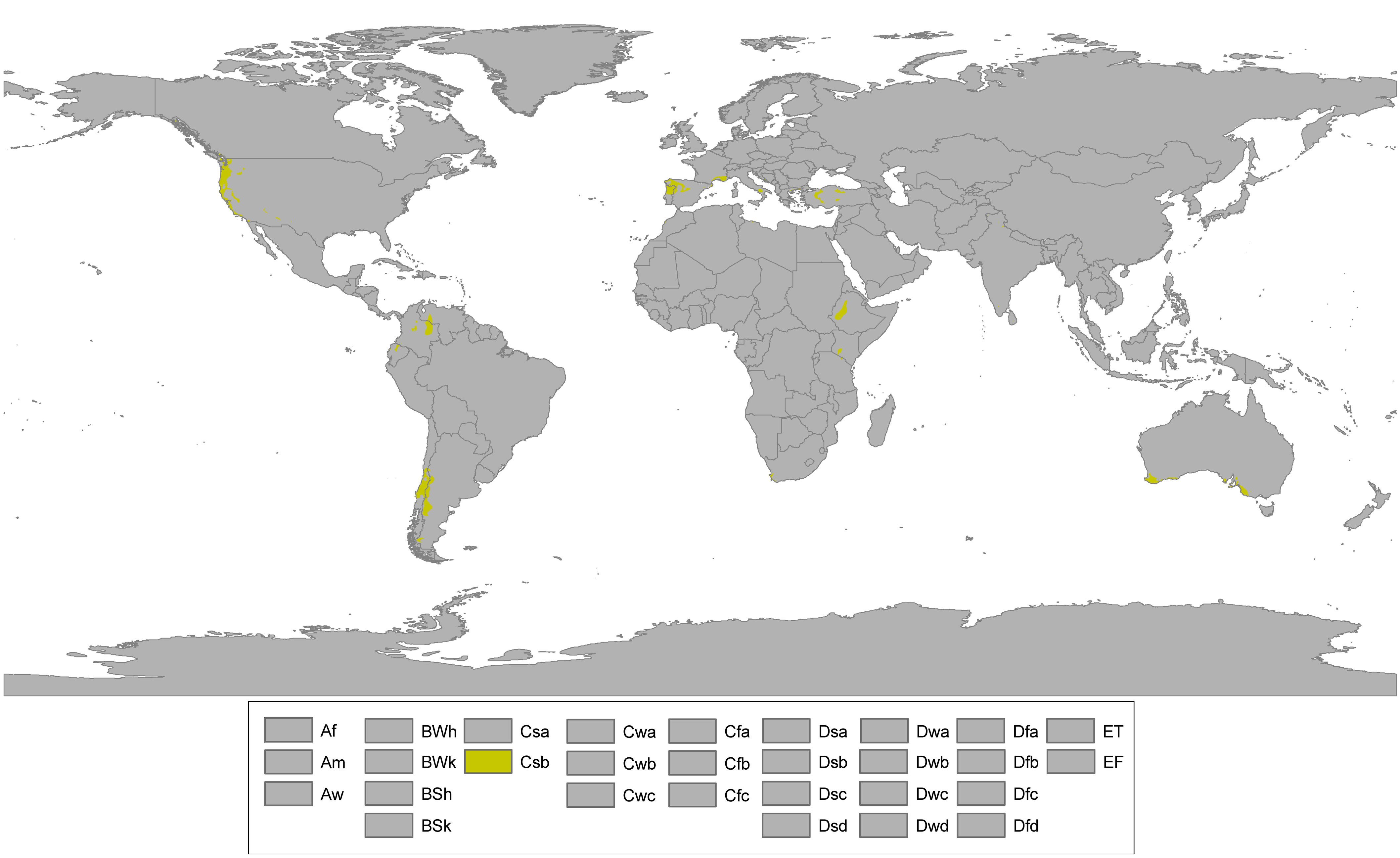
Clima mediterrânico de verão fresco (Csb)

Ocasionalmente chamado de “clima mediterrânico de verão morno”, esse subtipo do clima mediterrâneo é classificado como (Csb) é a forma menos comum do clima mediterrâneo. As correntes oceânicas frias e a ressurgência costumam ser a razão para esse tipo de clima mediterrâneo ser mais frio. Como dito anteriormente, regiões com este subtipo de clima mediterrânico experimentam verões mornos (mas não quentes) e secos, sem temperaturas médias mensais acima de 22 °C durante seu mês mais quente e uma média no mês mais frio entre 18 e −3 °C ou, em algumas aplicações, entre 18 e 0 °C. Além disso, pelo menos quatro meses devem ter uma média de temperatura superior a 10 °C. Os invernos são chuvosos e podem ser de amenos a frios. Em alguns casos, a neve pode cair nessas áreas. Precipitação ocorre nas estações mais frias, mas há uma série de dias ensolarados, mesmo durante as estações mais úmidas.
Climas Csb são encontrados no noroeste da Ibéria, nomeadamente na Galiza e no norte de Portugal, o clima também pode ser encontrado no litoral da Califórnia, oeste dos estados americanos de Washington e Oregon, Vancouver Island e Lower Mainland no Canadá, parte central do Chile, partes do sul da Austrália e seções do sudoeste da África do Sul.
| Gráfico climático para Porto, Portugal   | Gráfico climático para Porto, Portugal | Gráfico climático para Porto, Portugal | Gráfico climático para Porto, Portugal | Gráfico climático para Porto, Portugal | Gráfico climático para Porto, Portugal | Gráfico climático para Porto, Portugal | Gráfico climático para Porto, Portugal | Gráfico climático para Porto, Portugal | Gráfico climático para Porto, Portugal | Gráfico climático para Porto, Portugal | Gráfico climático para Porto, Portugal |
| ---------------------------------------- | -------------------------------------- | -------------------------------------- | -------------------------------------- | -------------------------------------- | -------------------------------------- | -------------------------------------- | -------------------------------------- | -------------------------------------- | -------------------------------------- | -------------------------------------- | -------------------------------------- |
| J                                        | F                                      | M                                      | A                                      | M                                      | J                                      | J                                      | A                                      | S                                      | O                                      | N                                      | D                                      |
| 158 14 5                                 | 140 15 6                               | 90 17 7                                | 116 18 9                               | 98 20 11                               | 46 23 14                               | 18 25 16                               | 27 25 15                               | 71 24 15                               | 138 20 12                              | 158 17 8                               | 195 15 7                               |
| Temperaturas em °C • Precipitações em mm |                                        |                                        |                                        |                                        |                                        |                                        |                                        |                                        |                                        |                                        |                                        |

| Gráfico climático para São Francisco     | Gráfico climático para São Francisco | Gráfico climático para São Francisco | Gráfico climático para São Francisco | Gráfico climático para São Francisco | Gráfico climático para São Francisco | Gráfico climático para São Francisco | Gráfico climático para São Francisco | Gráfico climático para São Francisco | Gráfico climático para São Francisco | Gráfico climático para São Francisco | Gráfico climático para São Francisco |
| ---------------------------------------- | ------------------------------------ | ------------------------------------ | ------------------------------------ | ------------------------------------ | ------------------------------------ | ------------------------------------ | ------------------------------------ | ------------------------------------ | ------------------------------------ | ------------------------------------ | ------------------------------------ |
| J                                        | F                                    | M                                    | A                                    | M                                    | J                                    | J                                    | A                                    | S                                    | O                                    | N                                    | D                                    |
| 120 15 8                                 | 105 16 9                             | 86 17 10                             | 32 18 10                             | 14 19 11                             | 3.3 20 12                            | 1 20 12                              | 2.3 21 13                            | 7.1 22 13                            | 30 21 13                             | 84 18 10                             | 81 15 8                              |
| Temperaturas em °C • Precipitações em mm |                                      |                                      |                                      |                                      |                                      |                                      |                                      |                                      |                                      |                                      |                                      |

| Gráfico climático para Cidade do Cabo, África do Sul | Gráfico climático para Cidade do Cabo, África do Sul | Gráfico climático para Cidade do Cabo, África do Sul | Gráfico climático para Cidade do Cabo, África do Sul | Gráfico climático para Cidade do Cabo, África do Sul | Gráfico climático para Cidade do Cabo, África do Sul | Gráfico climático para Cidade do Cabo, África do Sul | Gráfico climático para Cidade do Cabo, África do Sul | Gráfico climático para Cidade do Cabo, África do Sul | Gráfico climático para Cidade do Cabo, África do Sul | Gráfico climático para Cidade do Cabo, África do Sul | Gráfico climático para Cidade do Cabo, África do Sul |
| ---------------------------------------------------- | ---------------------------------------------------- | ---------------------------------------------------- | ---------------------------------------------------- | ---------------------------------------------------- | ---------------------------------------------------- | ---------------------------------------------------- | ---------------------------------------------------- | ---------------------------------------------------- | ---------------------------------------------------- | ---------------------------------------------------- | ---------------------------------------------------- |
| J                                                    | F                                                    | M                                                    | A                                                    | M                                                    | J                                                    | J                                                    | A                                                    | S                                                    | O                                                    | N                                                    | D                                                    |
| 15 26 16                                             | 17 27 16                                             | 20 25 14                                             | 41 23 12                                             | 69 20 9                                              | 93 18 8                                              | 82 18 7                                              | 77 18 8                                              | 40 19 9                                              | 30 21 11                                             | 14 24 13                                             | 17 25 15                                             |
| Temperaturas em °C • Precipitações em mm             |                                                      |                                                      |                                                      |                                                      |                                                      |                                                      |                                                      |                                                      |                                                      |                                                      |                                                      |

## Clima mediterrânico de verão frio

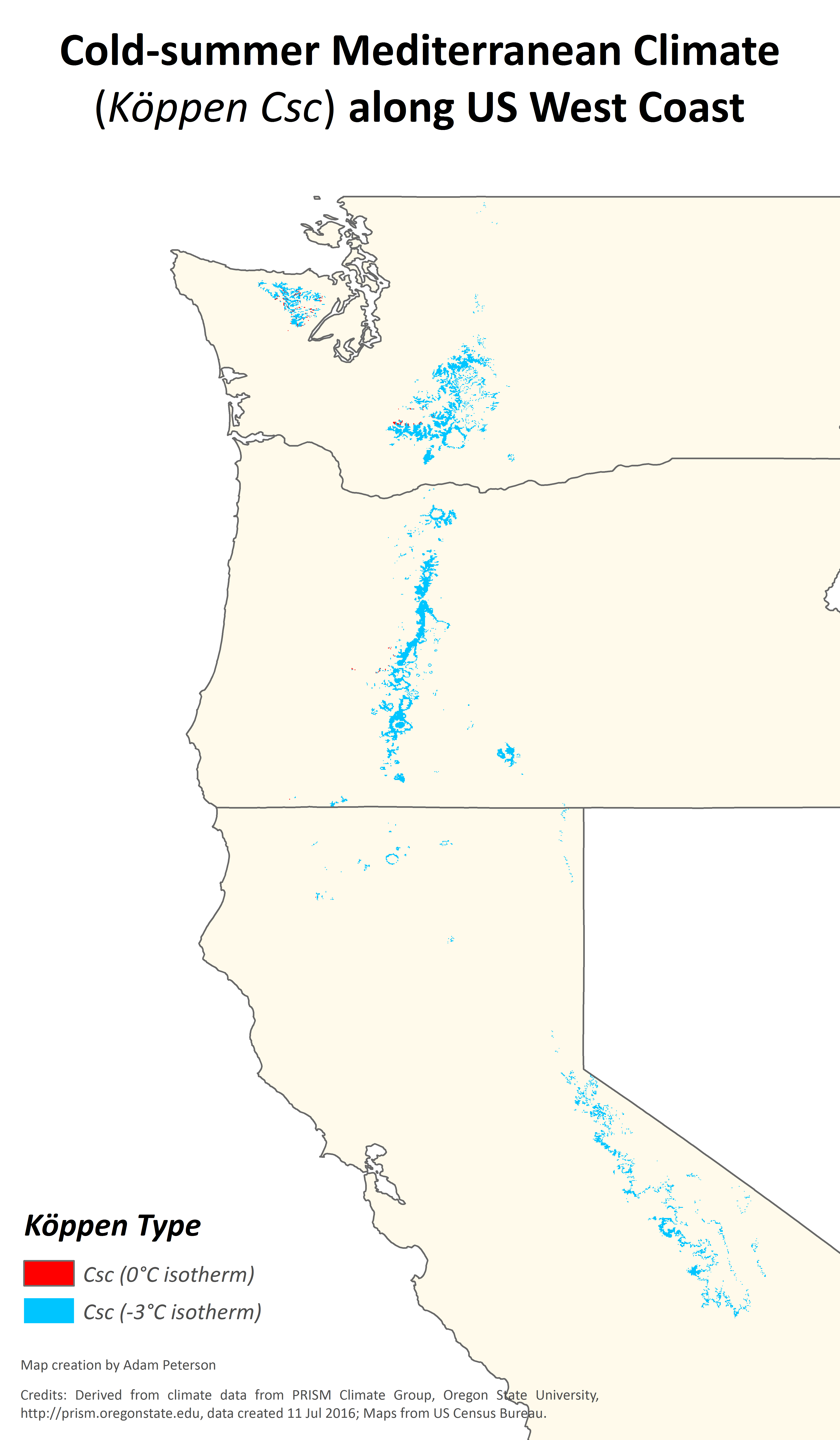
Distribuição do clima mediterrâneo de verão frio (tipo Köppen Csc) em Washington, Oregon e Califórnia.

O subtipo clima mediterrânico de verão frio (Csc) é raro e predominantemente encontrado em locais dispersos de alta altitude ao longo das costas ocidentais da América do Norte e da América do Sul. Este tipo é caracterizado por verões frescos, com menos de quatro meses com uma temperatura média igual ou superior a 10 °C, assim como com invernos suaves, sem um mês de inverno com temperatura média inferior a 0 °C ou −3 °C (dependendo da isoterma utilizada). As regiões com este clima são influenciadas pela tendência de verão seco que se estende consideravelmente em direção aos polos ao longo da costa oeste das Américas, bem como pelas influências moderadoras da alta altitude e proximidade relativa ao Oceano Pacífico.
Na América do Norte, as áreas com clima Csc podem ser encontradas nas regiões montanhosas de Olympic, Cascade, Klamath e Sierra Nevada, em Washington, Oregon e Califórnia. Esses locais são encontrados em regiões de alta altitude nas proximidades, de baixa altitude, caracterizadas por um clima mediterrâneo de verão fresco (Csb) ou clima mediterrâneo de verão quente (Csa). Um raro exemplo desse clima ocorre nos trópicos, no vulcão Haleakalā, no Havaí.
Na América do Sul, as regiões Csc podem ser encontradas ao longo dos Andes no Chile e no Peru. A cidade de Balmaceda é uma das poucas cidades confirmadas a ter este tipo de clima.
| Gráfico climático para Balmaceda, Chile                     | Gráfico climático para Balmaceda, Chile | Gráfico climático para Balmaceda, Chile | Gráfico climático para Balmaceda, Chile | Gráfico climático para Balmaceda, Chile | Gráfico climático para Balmaceda, Chile | Gráfico climático para Balmaceda, Chile | Gráfico climático para Balmaceda, Chile | Gráfico climático para Balmaceda, Chile | Gráfico climático para Balmaceda, Chile | Gráfico climático para Balmaceda, Chile | Gráfico climático para Balmaceda, Chile |
| ----------------------------------------------------------- | --------------------------------------- | --------------------------------------- | --------------------------------------- | --------------------------------------- | --------------------------------------- | --------------------------------------- | --------------------------------------- | --------------------------------------- | --------------------------------------- | --------------------------------------- | --------------------------------------- |
| J                                                           | F                                       | M                                       | A                                       | M                                       | J                                       | J                                       | A                                       | S                                       | O                                       | N                                       | D                                       |
| 28 18 7                                                     | 20 18 6                                 | 38 16 5                                 | 54 12 3                                 | 93 8 1                                  | 85 4 -2                                 | 84 4 -3                                 | 72 6 -1                                 | 49 9 0                                  | 30 13 2                                 | 28 15 4                                 | 32 16 6                                 |
| Temperaturas em °C • Precipitações em mmFonte: DMCinfochile |                                         |                                         |                                         |                                         |                                         |                                         |                                         |                                         |                                         |                                         |                                         |

| Gráfico climático para Haleakalā, Havaí                                            | Gráfico climático para Haleakalā, Havaí | Gráfico climático para Haleakalā, Havaí | Gráfico climático para Haleakalā, Havaí | Gráfico climático para Haleakalā, Havaí | Gráfico climático para Haleakalā, Havaí | Gráfico climático para Haleakalā, Havaí | Gráfico climático para Haleakalā, Havaí | Gráfico climático para Haleakalā, Havaí | Gráfico climático para Haleakalā, Havaí | Gráfico climático para Haleakalā, Havaí | Gráfico climático para Haleakalā, Havaí |
| ---------------------------------------------------------------------------------- | --------------------------------------- | --------------------------------------- | --------------------------------------- | --------------------------------------- | --------------------------------------- | --------------------------------------- | --------------------------------------- | --------------------------------------- | --------------------------------------- | --------------------------------------- | --------------------------------------- |
| J                                                                                  | F                                       | M                                       | A                                       | M                                       | J                                       | J                                       | A                                       | S                                       | O                                       | N                                       | D                                       |
| 203 7 1                                                                            | 91 10 2                                 | 78 11 3                                 | 102 11 3                                | 34 13 4                                 | 9.4 15 6                                | 12 14 5                                 | 28 15 6                                 | 40 14 6                                 | 34 14 5                                 | 104 10 3                                | 119 6 -0                                |
| Temperaturas em °C • Precipitações em mmFonte: The Western Regional Climate Center |                                         |                                         |                                         |                                         |                                         |                                         |                                         |                                         |                                         |                                         |                                         |